# Monardella frutescens
Monardella frutescens är en kransblommig växtart som först beskrevs av Robert Francis Hoover, och fick sitt nu gällande namn av Jokerst. Monardella frutescens ingår i släktet Monardella och familjen kransblommiga växter. Inga underarter finns listade i Catalogue of Life.